# IHK Aachen

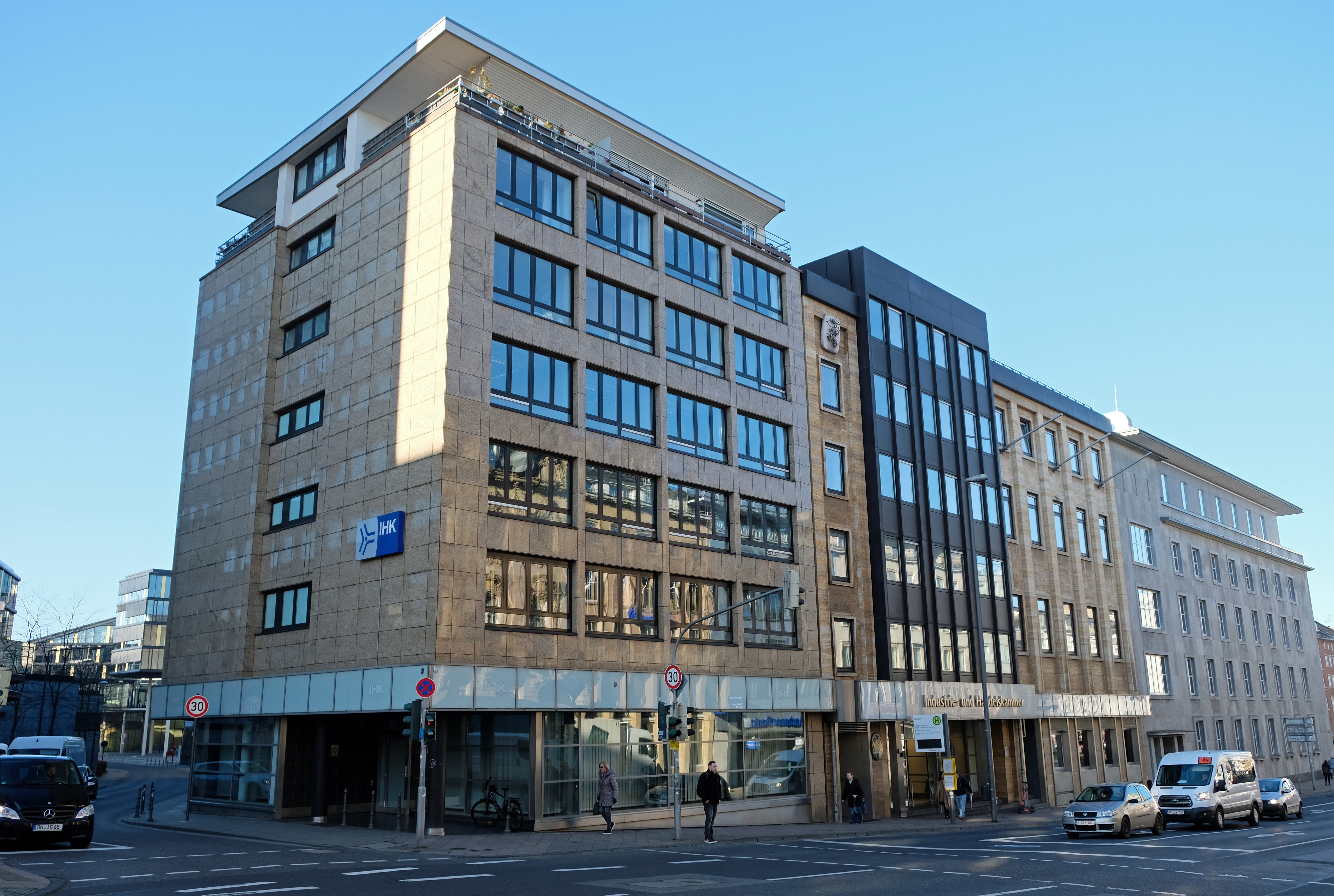
IHK-Hauptgebäude (2020)

Die Industrie- und Handelskammer (IHK) Aachen ist eine Körperschaft des öffentlichen Rechts mit Sitz in Aachen.

## Rechtsform und Aufgaben
Der Kammerbezirk umfasst die Städteregion Aachen, Kreis Düren, Kreis Heinsberg und den Kreis Euskirchen. Der IHK Aachen gehören mehr als 84.000 Gewerbetreibende und Unternehmen an. Im Kammerbezirk wohnen zirka 1,3 Millionen Menschen.
Sie hat die Aufgabe, die Wirtschaft zu fördern und die Gesamtbelange aller Wirtschaftsbereiche ihres Bezirkes wahrzunehmen. Insbesondere die letztgenannte Aufgabe kann sie nur deshalb erfüllen, weil sie von Interessen Einzelner unabhängig ist. Die IHK Aachen ist eine Einrichtung der wirtschaftlichen Selbstverwaltung und somit keine Behörde und kein Verband. Sie untersteht zwar staatlicher Rechtsaufsicht, ist aber nicht den Weisungen anderer Dienststellen untergeordnet.
Folgende Kernaufgaben nimmt die IHK Aachen wahr:
- Förderung der regionalen Wirtschaft
- Wahrnehmung der Gesamtbelange der Wirtschaft
- Beratung der Unternehmen

### Organisationsstruktur
Unternehmen und Kleingewerbetreibende des Kammerbezirks Aachen wählen alle vier Jahre maximal 62 Vertreter in die Vollversammlung. Diese wählt alle vier Jahre das Präsidium, bestehend aus dem Präsidenten und zurzeit maximal acht Stellvertretern. Die Hauptgeschäftsführung wird vom Präsidium berufen. Diese leiten sechs Abteilungen:
- Aus- und Weiterbildung
- Hauptgeschäftsführung
- Innovation, Umwelt, Standort
- International, Verkehr und Handel
- Recht, Gründung und Unternehmensförderung
- Zentrale Dienste

### Gesetzliche Grundlagen
Die Grundlagen der IHK Aachen regelt das Gesetz zur vorläufigen Regelung des Rechts der Industrie- und Handelskammern und das Landesgesetz über die Industrie- und Handelskammern im Lande Nordrhein-Westfalen Darüber hinaus besteht eine Reihe weiterer Rechtsgrundlagen.

## Tätigkeitsbereiche
Die IHK Aachen hat bestimmte Pflichtaufgaben. Dies sind zum Beispiel folgende:
- Berufsbildung
- Außenwirtschaft
- Konjunkturberichte
- Betriebsberatung
- Abfallberatung
- Gutachten
- Sachverständige
- Gewerbeuntersagung

Im Bereich der Interessenvertretung nimmt die IHK Aachen zum Beispiel folgende Aufgaben wahr:
- Investitionszuschüsse
- Gewerbeansiedlung
- Existenzgründung
- Bauleitplanung
- Forschungsförderung
- Steuern und Abgaben
- Verkehrsinfrastruktur
- Politikberatung

Zusätzlich bietet die IHK Aachen zum Beispiel folgende Service-Leistungen an:
- Vermittlung von Geschäfts- und Kooperationspartnern
- Weiterbildung
- IHK-Zeitschrift
- Existenzgründung
- Umweltberatung
- Technologieberatung
- Innovationsberatung
- Erfa-Gruppen
- Schlichtungsstellen

## Geschichte
- 2. April 1804: Regierungserlass Napoleons zur Gründung einer Chambre consultative de manufactures, fabriques, arts et metiers („Beratungskammer für Manufakturen, Fabriken und Kleingewerbe“)
- 21. Juni 1804: Gründung der Gewerbekammer Aachen mit anfangs sechs Mitgliedern
- 1815: Übergang in königlich-preußische Verwaltung
- 1833: Offizielle Erteilung des Namens Handelskammer für die Städte Aachen und Burtscheid durch König Friedrich Wilhelm III.; Verpflichtung zur Erstellung eines jährlichen Berichtes über die wirtschaftliche Lage der Wirtschaft und Maßnahmen zu ihrer Verbesserung
- 1904: Bezug des Gebäudes Theaterstraße 6, 52062 Aachen
- 1907: Vergrößerung des Kammerbezirks durch Eingliederung der Kreise Geilenkirchen, Heinsberg und Erkelenz in das Betreuungsgebiet
- 1920: Übernahme der Kreise Monschau und Schleiden von der Kammer Eupen
- 1924: Umbenennung in Industrie- und Handelskammer
- 1931: Zusammenlegung der Kammern Aachen und Stolberg
- 1935: Zuordnung zur Wirtschaftskammer Rheinland
- 1943/1945: Zusammenlegung mit der Handwerkskammer Aachen zur Wirtschaftskammer Aachen
- 21. Juni 1945: Neukonstituierung der Kammer durch 27 Gewerbetreibende
- 1957: Einrichtung eines Dezernates für Fragen des gemeinsamen Marktes als Reaktion auf Gründung der EGKS und der EWG
- 1958: Rückkehr der seit 1949 unter belgischer und niederländischer Verwaltung stehenden Gebietsteile in den Kammerbezirk
- 1972: Gründung des Arbeitskreises zur Wirtschaftsförderung in der Region Aachen
- 1977: Eingliederung des Altkreises Euskirchen in das Betreuungsgebiet;  Bezug des neugestalteten Verwaltungsbaus Theaterstraße 6–8, 52062 Aachen
- 1983: PROGNOS-Gutachten zur Entwicklung der Wirtschaftsstruktur in der Region Aachen
- 1984: Anstoß zur Gründung der AGIT (Aachener Gesellschaft für Innovation und Technologietransfer)
- 1987: Im Zuge der Zukunftsinitiative Montanregion (ZIM) wird ein Regionalprogramm für die Wirtschaftsregion Aachen entwickelt und in der Regionalkonferenz Aachen verabschiedet
- 1989: Ausweitung der Projektmaßnahmen im Rahmen der Zukunftsinitiative Nordrhein-Westfalen (ZIN)
- 1994: Umsetzung des EU-Programmes INTERREG II unter anderem in Form von Kooperationsabkommen mit den Industrie- und Handelskammern der Euregio Maas-Rhein
- 1998: Strategiekonzept Die Region Aachen 2015
- 1999: Kooperationsvertrag mit der Kamer van Koophandel Maastricht
- 2000: Kooperationsvertrag mit der Chambre de Commerce et d’Industrie de Liège
- 2004: GründerStartStiftung
- 2011–2013: Geschäftsführung und Koordinierung der Innovationsregion Rheinisches Revier
- 2016: Gründung des Vereins Aachen Building Experts
- 2021: Digitales IHK-Forum "Blauer Teppich" als Nachfolgeformat der traditionellen Jahresvollversammlung ins Leben gerufen

### Präsidenten
- Johann Wilhelm Gottfried von Lommessem (1804–1808)
- Cornelius von Guaita (1808–1820)
- Wilhelm Daniels (1820–1826, 1830–1831)
- Johann Christian Oeder (1826–1830, 1831–1832, 1835–1836)
- Edmund Emundts (1832–1834)
- David Hansemann (1836–1839, 1843–1848)
- Jakob Springsfeld (1839–1841)
- Philipp Heinrich Pastor (1841–1843)
- Joseph van Gülpen (1848–1850)
- Leopold Scheibler (1851–1863, 1871–1881)
- Johann Peter Stolzenhoff (1851–1858)
- Leonhard Lynen-Dumont (1859)
- Eduard Schleicher (1860–1872)
- Cornelius von Guaita (1863–1867)
- Peter Stamm (1875–1901)
- Oskar Erckens (1881–1896)
- Carl Delius (1896–1914)
- Georg Viktor Lynen (1902–1911)
- Wilhelm Hoesch (1911–1918)
- Georg Talbot (1914–1924)
- Franz Wirtz (1918–1930)
- Victor Weidtman (1925–1926)
- Albert Schiffers (1927–1933)
- Leopold Peill (1933–1938)
- Richard Talbot (1939–1941)
- Hans Croon (1941–1944)
- Hermann Heusch (1945–1981)
- Heinz Malangré (1981–1997)
- Michael Wirtz (1997–2008)
- Bert Wirtz (2008–2018)
- Wolfgang Mainz (2018–2019)
- Gisela Kohl-Vogel (seit 2019)